# メーオーン郡
座標: 北緯18度46分35秒 東経99度14分53秒 / 北緯18.77639度 東経99.24806度
メーオーン郡（メーオーンぐん）はタイ北部・チエンマイ県にある郡（アムプー）である。

## 名称
メー・オーンとは「オーン川」という地元を流れる川のことである。オーンとは、地元の言葉で蔓性の植物コンゲア (シャワーオーキッドとも。 Congea tomentosa Roxb.) のことである。

## 歴史
1994年4月30日、サンカムペーン郡から6のタムボンが分離してメーオーン分郡（キンアムプー）を形成した。

2007年5月15日の政府の決定により81の分郡が郡に昇格することとなった。これいにともないメーオーン分郡は郡（アムプー）に昇格し、同年8月24日の官報の発行により公的に昇格が確認された。

## 地理
郡の中心部はピン川の支流の形成した平地に広がり、東に山岳地帯が広がる。郡内の主な河川はオーン川、ター川などである。また郡内にはメー・タクライ国立公園が位置する。
郡内のいわゆるクレージー・ホース・バットレスと呼ばれる石灰岩の岸壁がロッククライミングのスポットとなっている。これは2000年に、Joshua Morris と Khaetthaleeya Uppakham が A Guide to Rock Climbing in Northern Thailand を出版した後に起こったブームである。また、メーオーンには洞窟やサンカムペーン温泉などの観光スポットが存在する。
交通は北に国道1303号線が延びており、ドーイサケット方面と通じる。また1006号線と1014号線・1230号線が西に延びており、チエンマイ方面と通じる。

## 経済
郡内の主な産業は農業や乳牛の牧畜である。主な産物は牛乳、トウモロコシ、観賞用の花、茶などである。

## 行政区分
郡は6のタムボンに分かれ、さらにその下位に49の村（ムーバーン）がある。郡内に自治体（テーサバーン）はなく、6のタムボン行政体（オンカーンボーリハーンスワンタムボン）が設置されている。
1. タムボン・オーンヌア・・・ตำบลออนเหนือ
2. タムボン・オーンクラーン・・・ตำบลออนกลาง
3. タムボン・バーンサハコーン・・・ตำบลบ้านสหกรณ์
4. タムボン・フワイケーオ・・・ตำบลห้วยแก้ว
5. タムボン・メーター・・・ตำบลแม่ทา
6. タムボン・ターヌア・・・ตำบลทาเหนือ